# 瀧川鯉丸
瀧川 鯉丸（たきがわ こいまる、1987年5月30日 - ）は、落語芸術協会に所属する落語家。瀧川鯉昇一門の真打。本名∶飯盛 勢也。出囃子は『喜撰』。

## 経歴
逗子開成中学校・高等学校を経て、2010年3月に早稲田大学第二文学部を卒業、12月に瀧川鯉昇に入門。2011年4月、前座となり前座名「鯉○」を名乗る。
2015年4月、二ツ目昇進し「鯉丸」に改名。2019年9月1日、前橋若手落語家選手権で準優勝する。
2025年5月1日、瀧川鯉津改め春風亭鯉づむ、立川幸之進と共に真打に昇進した。

## 芸歴
- 2010年12月 - 瀧川鯉昇に入門。
- 2011年4月 - 前座となる、前座名「鯉○」。
- 2015年4月 - 二ツ目昇進、「鯉丸」に改名。
- 2025年5月 - 真打昇進。

## 出囃子
- 楽隊（二ツ目時：2015年 - 2025年）
- 喜撰（真打：2025年 - ）

## 受賞歴
- 2019年9月1日 - 前橋若手落語家選手権∶準優勝